# Birkenwald
Birkenwald is een plaats en voormalige gemeente in het Franse departement Bas-Rhin in de regio Grand Est. De plaats telde 319 inwoners op 1 januari 2018.

## Geschiedenis
De gemeente maakte voor 2015 deel uit van het kanton Marmoutier tot het op 22 maart 2015 werd opgeheven en de gemeenten werden opgenomen in het kanton Saverne.
Op 1 januari 2016 is de Birkenwald gefuseerd met Allenwiller, Salenthal en Singrist tot de huidige gemeente Sommerau. Deze gemeente maakt deel uit van het arrondissement Saverne.

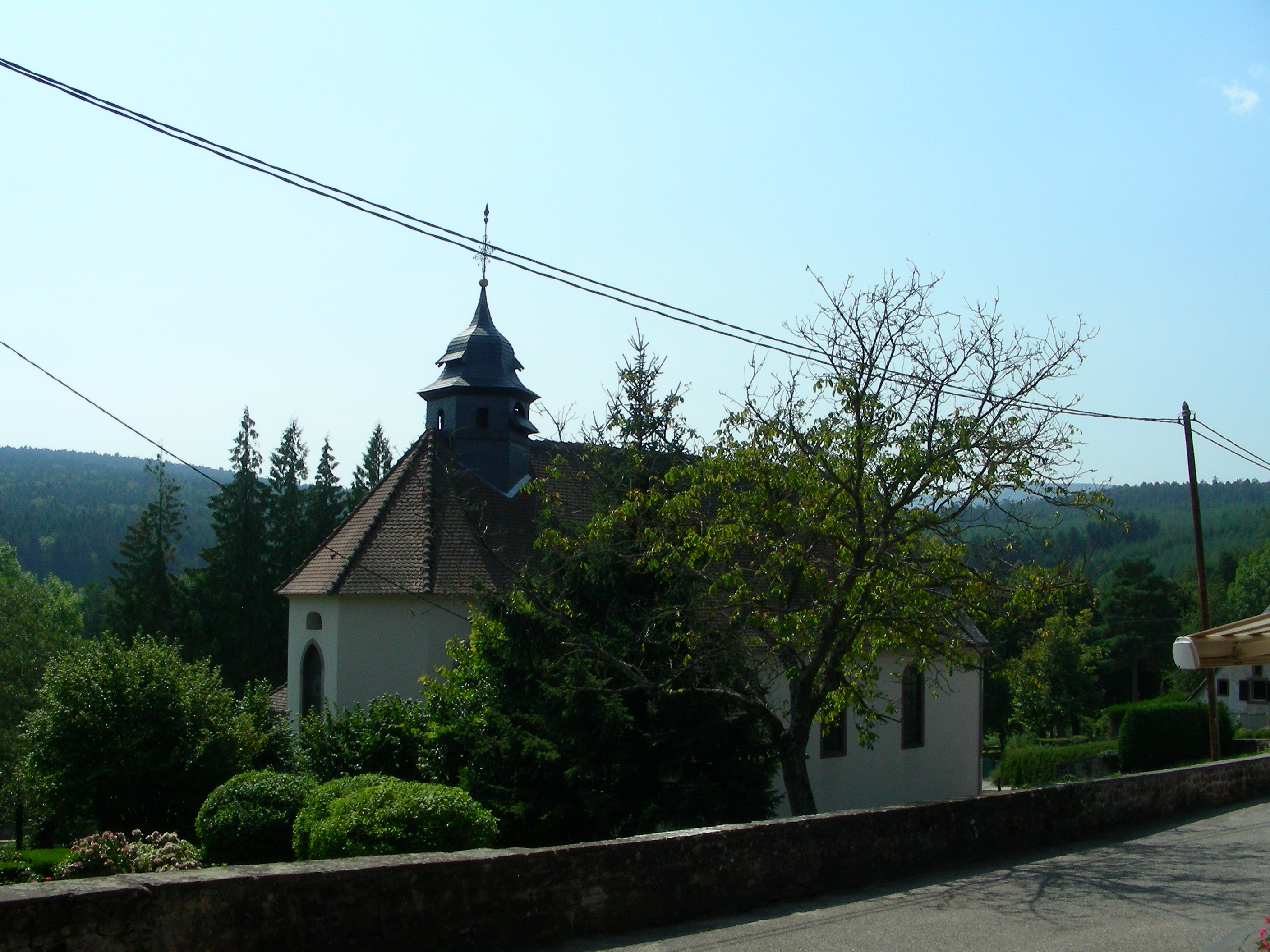
Het kerkje van Birkenwald, de klok slaat dagelijks de hele uren

## Geografie
De oppervlakte van Birkenwald bedraagt 5,12 vierkante kilometer; Op 1 januari 2018 was de bevolkingsdichtheid 62,3 inwoners per km².
De onderstaande kaart toont de ligging van Birkenwald met de belangrijkste infrastructuur en aangrenzende gemeenten.

## Demografie
Onderstaande figuur toont het verloop van het inwonertal.
Allenwiller · Birkenwald · Salenthal · Singrist